# 박정수 (가수)
박정수(1970년 2월 9일 ~ )는 대한민국의 가수 겸 작사가, 작곡가이다.

## 학력
- 2001년 서울과학기술대학교 공업디자인학과 학사 졸업
- 2021년 단국대학교 문화예술대학원 예술학 석사 졸업